# Fuoco lento
Fuoco Lento è un EP live del duo blues rock Bud Spencer Blues Explosion, pubblicato nel 2011.

## Il disco
Il disco è composto da sole cover (escluso l'intro), registrate dal vivo da Fabrizio Bacherini al Circolo degli Artisti di Roma il 14 marzo 2011.

## Tracce
1. Intro Fuoco Lento
2. Killing in the name (cover Rage Against the Machine)
3. Voodoo child (cover Jimi Hendrix)
4. Esci piano (cover Alex Britti)
5. Hommage a Violette Noizieres (cover Area)
6. Dark was the night cold was the ground (cover Blind Willie Johnson)

## Formazione
- Adriano Viterbini - voce, chitarra
- Cesare Petulicchio  - batteria, cori